# 올리버 히르슈비겔
올리버 히르슈비겔(독일어: Oliver Hirschbiegel, 1957년 12월 29일 ~ )는 독일의 영화 감독이다. 함부르크 출신으로 나치 독일을 다룬 영화 《다운폴》을 연출했다.

## 출연 작품
- 더 페인터 (2021)
- 더 세임 스카이 (2016)
- 13 미닛츠 (2015)
- 다이애나 (2013)
- 보르지아 (2011)
- 엑스페리먼트 (2010)
- 천국에서의 5분간 (2009)
- 인베이젼 (2007)
- 다운폴 (2004)
- 엑스페리먼트 (2001)